# Teorem o dovoljnim uvjetima za konvergenciju niza
Teorem o dovoljnim uvjetima za konvergenciju niza jedan je od temeljnih teorema iz matematičke analize. Koristi se u dokazivanju svojstava nizova, ali i redova.
Njegov iskaz glasi:
Svaki ograničen i monoton niz {\displaystyle (a_{n})} realnih brojeva je konvergentan.

## Dokaz
Pretpostavimo, bez smanjenja općenitosti, da je niz {\displaystyle (a_{n})} rastući. Kako je on po pretpostavci i ograničen, skup {\displaystyle A=\{a_{n}:n\in \mathbb {N} \}} je odozgo ograničen pa po aksiomu potpunosti ima supremum u skupu {\displaystyle \mathbb {R} }, odnosno postoji
Obrada nije uspjela. (SVG (MathML može biti omogućen dodatkom preglednika): Invalid response ("Math extension cannot connect to Restbase.") from server "http://localhost:6011/hr.wikipedia.org/v1/":): {\displaystyle a = \sup A \in \mathbb{R}}
. Po definiciji supremuma vrijedi {\displaystyle a_{n}\leq a} za svaki {\displaystyle n\in \mathbb {N} } te za svaki {\displaystyle \epsilon >0} postoji {\displaystyle a_{n_{0}}\in A} (za neki {\displaystyle n_{0}\in \mathbb {N} }) takav da je {\displaystyle a-\epsilon <a_{n_{0}}}. Kako niz {\displaystyle (a_{n})} raste, za Obrada nije uspjela. (SVG (MathML može biti omogućen dodatkom preglednika): Invalid response ("Math extension cannot connect to Restbase.") from server "http://localhost:6011/hr.wikipedia.org/v1/":): {\displaystyle  n \geq n_0}
 dobivamo
{\displaystyle a-\epsilon <a_{n_{0}}\leq a_{n}\leq a<a+\epsilon }, odnosno Obrada nije uspjela. (SVG (MathML može biti omogućen dodatkom preglednika): Invalid response ("Math extension cannot connect to Restbase.") from server "http://localhost:6011/hr.wikipedia.org/v1/":): {\displaystyle  |a_n - a| < \epsilon }
. Odavde zaključujemo da je niz {\displaystyle (a_{n})} konvergentan i {\displaystyle \lim _{n}a_{n}=a}. Dokaz se, dakle, provodi analogno za padajući niz.